# Gérard Mercator
Pour les articles homonymes, voir Mercator.
Compléments
On lui doit les mappemondes en projection de Mercator.
Parution de sa première carte du monde en 1538.
Geert ou Gerard de Kremer, connu dans la République des Lettres sous son nom latinisé de Gerardus Mercator et dans les livres français sous celui de Gérard Mercator, né le 5 mars 1512 à Rupelmonde et mort le 2 décembre 1594 à Duisbourg, est un mathématicien, géographe et cartographe flamand, inventeur de la projection cartographique qui porte son nom.
Pionnier dans l’histoire de la cartographie, il est considéré comme l’un des fondateurs et l’un des membres les plus éminents de l’école de cartographie flamande du XVIe siècle, avec Gemma Frisius et Abraham Ortelius. Réputé en son temps pour son activité de fabrication de globes et d’instruments scientifiques, il est aussi graveur de cartes et calligraphe. Auteur de nombreux écrits géographiques, philosophiques, théologiques, chronologiques, il est le premier à employer le terme « atlas » pour désigner un recueil de cartes.
En 1935, l'Union astronomique internationale a donné son nom à un cratère lunaire et plus tard à l'astéroïde 4798.

## Biographie

### Jeunesse

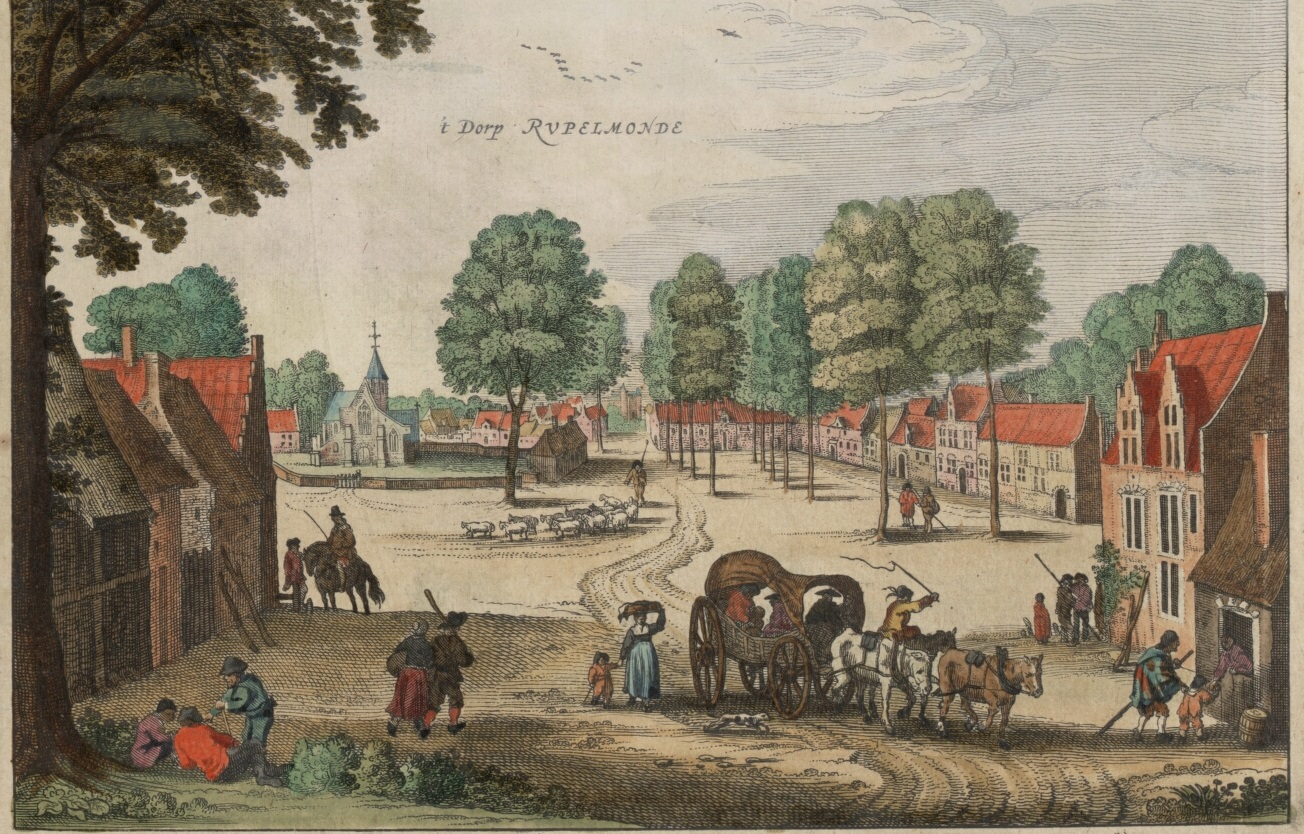
Rupelmonde (extrait de la, 1641).

Gerardus Mercator (de son nom de naissance Geert ou Gerard [de] Kremer ou Cremer) est le septième enfant d'Hubert et Emerance Kremer, artisans cordonniers. Il naît le 5 mars 1512 à Rupelmonde,, un village situé au sud d'Anvers, dans les Pays-Bas habsbourgeois (aujourd'hui en Région flamande de Belgique). Ses parents étaient originaires de Gangelt dans le duché de Juliers (Saint-Empire romain germanique). À sa naissance, ils rendaient visite au prêtre Gisbert de Kremer, frère (ou oncle) d'Hubert. Leur séjour à Rupelmonde est de courte durée, et la famille retourne six mois plus tard à Gangelt où Mercator passe les premières années de sa vie jusqu'à l'âge de huit ans. En 1518, la famille Kremer retourne à Rupelmonde, poussée probablement par la détérioration des conditions de vie à Gangelt où sévissent famine, peste et anarchie. Mercator fréquente probablement l'école de Rupelmonde à partir de l'âge de sept ans, où il apprend la lecture, l'écriture, ainsi que les bases de l'arithmétique et du latin.

### Années d'écoles à Bois-le-Duc (1526-1530)
À la mort d'Hubert en 1526, Gisbert devient le tuteur de Geert. Espérant qu'il devienne prêtre, il l'envoie, à 15 ans, faire ses études dans la célèbre école des Frères de la vie commune à Bois-le-Duc, dans le duché de Brabant. Fondée par le charismatique Gérard Groote, cette communauté propose un enseignement mettant l'accent sur l'étude de la Bible, parfois en désaccord avec les dogmes de l'Église catholique, proche des nouvelles idées exposées par Martin Luther depuis 1517. Ces préceptes marquent Mercator pour le restant de sa vie.

### Université de Louvain (1530–1532)
Mercator fréquente ensuite l’Université de Louvain (comme l’indique le registre matricule de 1530 comportant son nom latin), établissement où enseigne Gemma Frisius. Il loge dans un des collèges d’enseignement, le Collège du Château. S’il est considéré comme pauvre, il côtoie des étudiants issus de grandes familles. Certains de ses condisciples, comme André Vésale, Antoine Perrenot, ou George Cassander avec lesquels il conserve toute sa vie des liens d’amitié, ont exercé par la suite de brillantes carrières.
Mercator est reçu maître ès arts de l’université en octobre 1532.
L’enseignement dispensé à Louvain, conforme à la scolastique conservatrice, donne une prépondérance à l’autorité d’Aristote et se concentre principalement sur l’apprentissage de la philosophie, de la théologie et du grec. Alors que le quadrivium s’est développé à la Renaissance, l’arithmétique, la géométrie, l’astronomie et la musique y sont négligées au profit de la théologie et de la philosophie. C’est pourquoi Mercator doit étudier ces disciplines en autodidacte dans les années qui suivent.

### Anvers (1532–1534)
Après l’obtention de la maîtrise, la poursuite normale du cursus aurait dû conduire Mercator dans l’une des quatre facultés de Louvain : théologie, médecine, droit canon ou droit romain. Pourtant, il ne persiste pas dans cette voie et préfère s’installer à Anvers pendant deux ans.
C’est à cette époque qu’il fait la connaissance du moine franciscain Franciscus Monachus (en), qui vit au monastère de Malines où il a constitué une collection de cartes. Avec l’aide du graveur Gaspar van der Heyden (en), Monachus vient de réaliser un globe pour Jean Carondelet, conseiller de Charles Quint.
Cette rencontre déterminante consolide la vocation de Mercator pour la cartographie. Comme il l’écrira plus tard : « Depuis ma jeunesse, la géographie a été mon premier sujet d’étude ».

### Louvain (1534-1543)
Vers la fin de l’année 1534, alors qu’il est âgé de 22 ans, Mercator retourne à Louvain. Sous l’égide de Gemma Frisius, de quatre ans son aîné, il se consacre à l’étude de la géographie, des mathématiques et de l’astronomie. Il apprend également à fabriquer des instruments de mesure. Mercator obtient par ailleurs la permission de l’université pour donner des cours de mathématiques.
Gemma Frisius et Gaspar Van der Heyden (en) avaient déjà réalisé un globe terrestre en 1529. En 1535, ils associent Mercator à la fabrication d’un nouveau globe intégrant les dernières découvertes des explorateurs européens. Gemma Frisius s’occupe des calculs mathématiques, Van der Heyden des gravures de cartes, et Mercator du texte des cartouches (où sa signature apparaît pour la toute première fois). Achevé en 1536, ce globe terrestre est complété l’année suivante par un globe céleste.

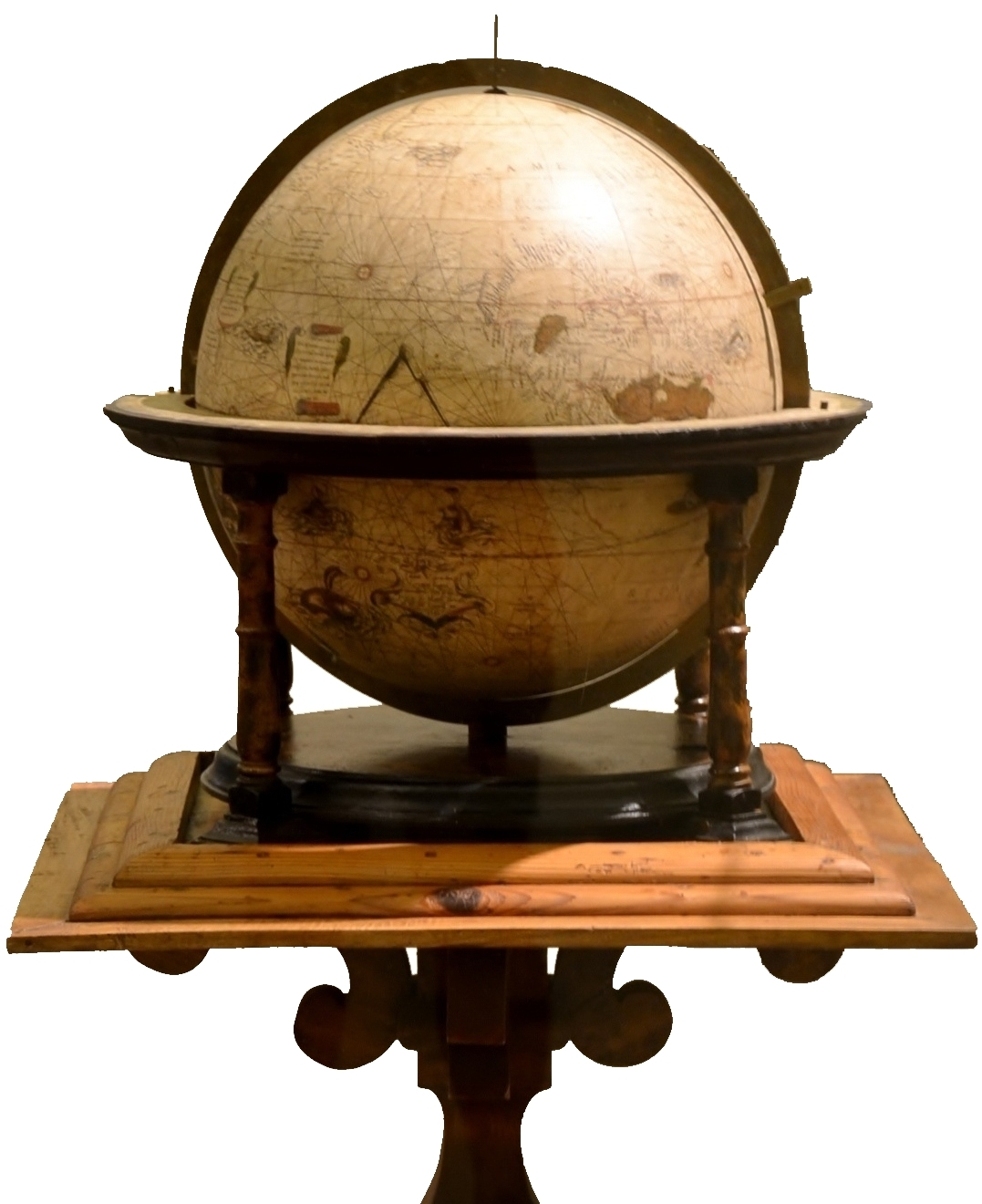
Globe (1541).

Mercator acquiert ainsi une solide réputation auprès des professeurs, marchands, prélats et aristocrates qui lui commandent des globes, des instruments et des cartes. Il obtient la protection de figures éminentes, parfois proches de l’Empereur, comme celle de son ancien condisciple Antoine Perrenot et de son père Nicolas Perrenot, ce qui contribue à sa réputation et facilite son succès.
Mercator épouse Barbara Schellekens en septembre 1536. De leur union naîtront six enfants, dont Arnold, Bartholomeus et Rumold.
En 1537, fort d’une expérience cartographique approfondie et maître de nouveaux savoir-faire grâce à sa collaboration avec Gemma Frisius, il conçoit, dessine et grave sa toute première carte : la carte de la Terre Sainte. Elle est dédiée à Franciscus van Cranevelt, membre du Grand Conseil de Malines.
En 1538, il réalise sa première carte du monde, intitulée Orbis Imago. De manière surprenante, elle est dédiée à Johannes Drosius, étudiant suspecté de sympathies luthériennes, ce qui ne manque pas d’attirer quelques critiques de la part des docteurs en théologie de Louvain.
En 1539/1540, il dresse une carte des Flandres, qu’il dédie à l’Empereur lui-même.
En 1541, il fabrique un nouveau globe terrestre, dédié à Nicolas Perrenot de Granvelle, conseiller de Charles Quint.
Ces travaux sont couverts d’éloges, et assurent un succès commercial important à ses productions.
Par ailleurs, il trouve le temps d’écrire un traité de calligraphie : son Literarum latinarum préconise l’adoption de l’écriture italique prisée par les humanistes et progressivement utilisée dans les Pays-Bas au détriment des caractères gothiques. Mercator l’utilise pour la première fois sur le globe de Gemma Frisius et maintient son emploi dans toutes ses cartes ultérieures.

### Persécution et prison (1543-1544)
Mercator connaît des démêlés avec les autorités ecclésiastiques qui le soupçonnent d'hérésie. Déjà en 1533, il avait dû quitter Louvain pour éviter une enquête sur ses croyances personnelles.
S'il n'a jamais prétendu être luthérien, plusieurs indices montrent son intérêt pour les idées nouvelles. Ses visites aux franciscains de Malines adeptes de la devotio moderna ont peut-être attiré l'attention des théologiens de l'université, parmi lesquels se trouvaient deux hauts responsables de l'Inquisition, Iacobus Latomus et Ruard Tapper.
En février 1544, Mercator est arrêté et emprisonné au château de Rupelmonde. On l'accuse de correspondance suspecte avec les frères franciscains de Malines mais aucun écrit compromettant n'est découvert chez lui ou au couvent de Malines. Au bout de sept mois, Mercator est libéré faute de preuves.

### Louvain (1544-1552)
De retour à Louvain, il obtient des commandes pour l'Empereur grâce à la recommandation de Nicolas Perrenot : il construit des compas, des globes, des astrolabes et des anneaux astronomiques. Livrés en 1545, ces instruments sont aujourd'hui perdus.
Par ailleurs, il réalise en 1547 une nouvelle carte de l'Europe.
La même année, il rencontre John Dee, avec qui il garde contact toute sa vie à travers une importante correspondance. L'influence de Mercator sur Dee a été déterminante puisqu'elle a encouragé le financement de nouvelles expéditions par la Cour d'Angleterre, notamment celle de Martin Frobisher.
En 1551, Mercator achève la confection d'un globe céleste.

### Duisbourg (1552-1594)
En 1552, alors qu’il est âgé de 40 ans, Mercator s’installe à Duisbourg, dans le duché de Clèves (Saint-Empire). C’est là qu’il passe le reste de sa vie. Duisbourg est alors une ville paisible, épargnée par les troubles politiques et religieux ; on projette d'y créer une université, ce qui a peut-être motivé son choix.
Mercator s’y établit comme fabricant de globes, de cartes et d’instruments. Il est accueilli favorablement par les bourgeois de la ville, dont son futur biographe Walter Ghim, plusieurs fois maire de Duisbourg, qui devient un ami proche.
Le duc Guillaume de Clèves octroie à Mercator le titre de cosmographe de la cour. Mercator effectue pour lui quelques travaux d’arpentage sur la frontière entre Clèves et le duché de Westphalie.
Parallèlement, l’Empereur lui commande la réalisation de deux nouveaux globes, un terrestre et un céleste, qu’il livre à Bruxelles et pour lesquels il obtient le titre de Imperatoris domesticus (membre de la Maison de l’Empereur). Ces globes, qui devaient être placés sur une horloge astronomique fabriquée par Juanelo Turriano, sont décrits dans une lettre de Mercator à Philipp Melanchthon.
En 1554, après douze ans de labeur, Mercator publie une nouvelle carte de l'Europe, qu'il dédie à son vieil ami le cardinal Perrenot. Cette carte est célébrée par les savants du monde entier. Elle trouve immédiatement de nombreux acheteurs, avant d'être rééditée en 1572, puis reprise dans l'atlas de 1595.
En 1559, Mercator obtient la chaire de mathématiques et de cosmographie du nouvel Akademisches Gymnasium de Duisbourg.
En 1564, il publie une carte des Iles Britanniques, bien plus précise que toutes les représentations établies auparavant.
L'année suivante, il se lance dans la cartographie de la Lorraine. Pour la première fois, il établit une carte complète d'une région à partir des relevés effectués directement sur le terrain, avec l'aide de son fils Bartholomé. Néanmoins, ce voyage d'étude en Lorraine, accompli à 52 ans, affecte durablement sa santé et l'incite désormais à rester sédentaire.
En 1569, après de nombreuses calculs sur l’élaboration d’une projection de la Terre, il publie les 18 feuillets composant la plus célèbre de toutes ses cartes : Nova et Aucta Orbis Terrae Descriptio ad Usum Navigantium Emendate Accommodata (Nouvelle description de la Terre, augmentée et mise à jour, adaptée à l'usage de la navigation),.
Pour réaliser cette nouvelle mappemonde, Mercator a mis au point une projection originale, qui repose sur un cylindre tangent à l’équateur, ce qui présente l’avantage de ne pas déformer les angles. On parle aussi de représentation cylindrique tangente, où les méridiens sont espacés régulièrement tandis que la distance entre les parallèles augmente avec la latitude, ce qui exagère beaucoup les surfaces au fur et à mesure qu’on s’approche des pôles.
La projection de Mercator, qui a l'avantage de maintenir des angles corrects pour le repérage en mer, s'est imposée dès le siècle suivant comme un standard de référence pour les cartes marines.
Mercator poursuit ensuite son œuvre de cartographe.
Entre 1570 et 1572, il grave une série de cartes aujourd'hui conservées à la British Library sous le titre d'Atlas de l'Europe (bien qu'il n'ait pas lui-même utilisé ce titre).
En 1578, il exécute les 28 planches gravées d'après Ptolémée, destinées à illustrer sa réédition commentée de la Geographia, dont la publication paraît en 1584.
En 1585, il supervise la publication de 51 nouvelles cartes régionales représentant la France, ainsi que l'Allemagne, la Belgique et les Pays-Bas actuels.
Cette publication est complétée par l'édition, en 1589, de 22 nouvelles cartes représentant l'Italie, les Balkans et la Grèce.
Mercator ambitionnait de regrouper toutes ces cartes dans un volume unique, intitulé Atlas, en référence au roi mythique de Maurétanie dont il dit s'inspirer « pour son érudition, son humanité et sa sagesse ».
Mais sa mort en 1594 empêche l'achèvement de son projet.

### Décès et postérité
Mercator décède le 2 décembre 1594,, après deux autres[pas clair] accidents vasculaires cérébraux, et est inhumé en l'église Saint-Sauveur (de) de Duisbourg.
Après sa mort, sa veuve et ses enfants ajoutent 28 cartes inédites aux séries de 1585 et 1589, les enrichissent d'une préface de Walter Ghim sur la vie de l'auteur et les regroupent sous le titre Atlas, Sive Cosmographicae Meditationes de Fabrica Mundi et Fabricati Figura (l'ouvrage est aujourd'hui désigné comme l'Atlas de Mercator).
Dans un premier temps, cette œuvre posthume ne rencontre qu'un faible succès, peut-être en raison de certaines lacunes (il manque par exemple une carte de l'Espagne et du Portugal), ou en raison de la concurrence du Theatrum Orbis Terrarum d'Abraham Ortelius. Une nouvelle édition en 1602, sans cartes supplémentaires, est un échec commercial.
En proie à des difficultés financières, la famille est obligée de vendre aux enchères la bibliothèque et les matrices en cuivre des cartes de Mercator : cette vente a lieu en 1604 à Amsterdam. Le seul exemplaire original connu du catalogue de cette vente a été détruit pendant la Seconde guerre mondiale, mais une copie manuscrite par Jean Van Raemdonck, redécouverte en 1987, permet de connaître la composition de la bibliothèque du cartographe. Parmi ses ouvrages, aujourd'hui dispersés, un seul exemplaire lui ayant appartenu est identifié aujourd'hui : l'édition originale du De revolutionibus orbium coelestium de Copernic, conservé à la bibliothèque universitaire de Glasgow (en).
Les plaques de cuivre sont achetées par Cornelis Claesz (nl) puis confiées à Jodocus Hondius qui s'en sert pour préparer une nouvelle édition de l'Atlas, revue et augmentée, publiée en 1606. Cette fois-ci, l’œuvre connaît un immense succès éditorial, attesté par de nombreuses traductions et rééditions jusqu'en 1642.
L'emploi du mot atlas pour désigner un recueil de cartes et l'usage de la projection Mercator constituent ses principaux legs à partir du XVIIe siècle.
La projection de Mercator s'est régulièrement imposée comme un usage canonique tout au long de la période moderne et contemporaine, malgré plusieurs critiques à partir du XXe siècle.

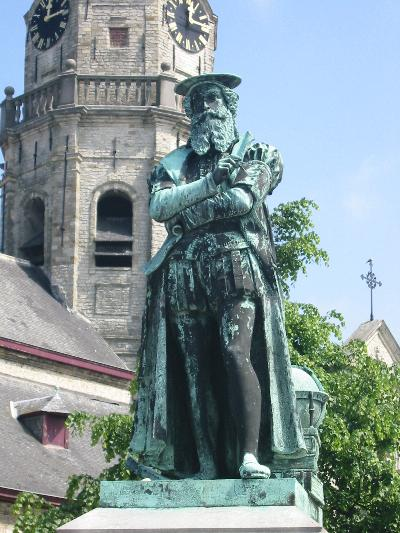
Statue de Mercator à Rupelmonde.

## La mappemonde de Mercator
La mappemonde de Mercator représente inexactement de nouveaux territoires dans l'hémisphère sud :
- un immense continent austral, au sud de la terre, mythe géographique issu de la carte antique de Ptolémée (dont l'existence était censée équilibrer la Terre sur son axe) ;
- la Terre de Feu (Tierra del Fuego) est également rattachée au « continent antarctique ». Le passage de la flotte de Magellan par un détroit séparant deux terres (la Patagonie au nord et la Terre de Feu au sud) avait réactivé la vieille théorie du continent austral ;
- l'île de la Nouvelle-Guinée (Nova Guinea) est de taille trop importante.

Mercator n'est pas le premier à représenter le « continent austral » ; d'autres cartographes avant lui, tels qu'Oronce Fine (1494-1555) et Abraham Ortelius (1527-1598), ont « cartographié » le continent austral dont l'existence ne sera infirmée qu'à la fin du XVIIIe siècle lors du deuxième voyage de James Cook.

### Atlas Minor
Mercator est à  l'origine de l'Atlas Minor, en 1607, avec Jodocus Hondius. Il a conceptualisé, à la fin du XVIe siècle, la forme des atlas modernes.

## Les cartes de Mercator

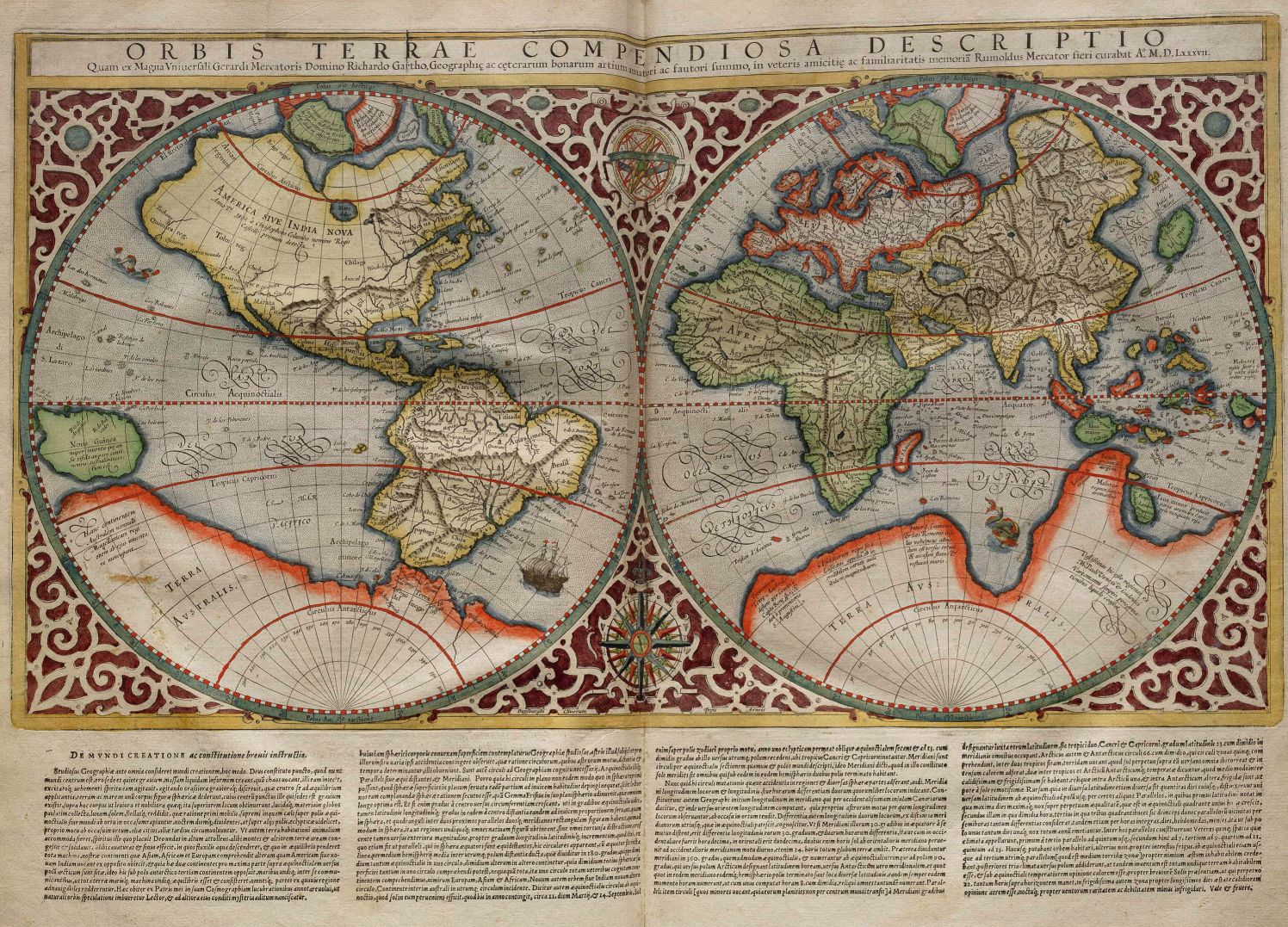
Carte du monde dessinée par Rumold Mercator d'après celle de son père Gerardus.
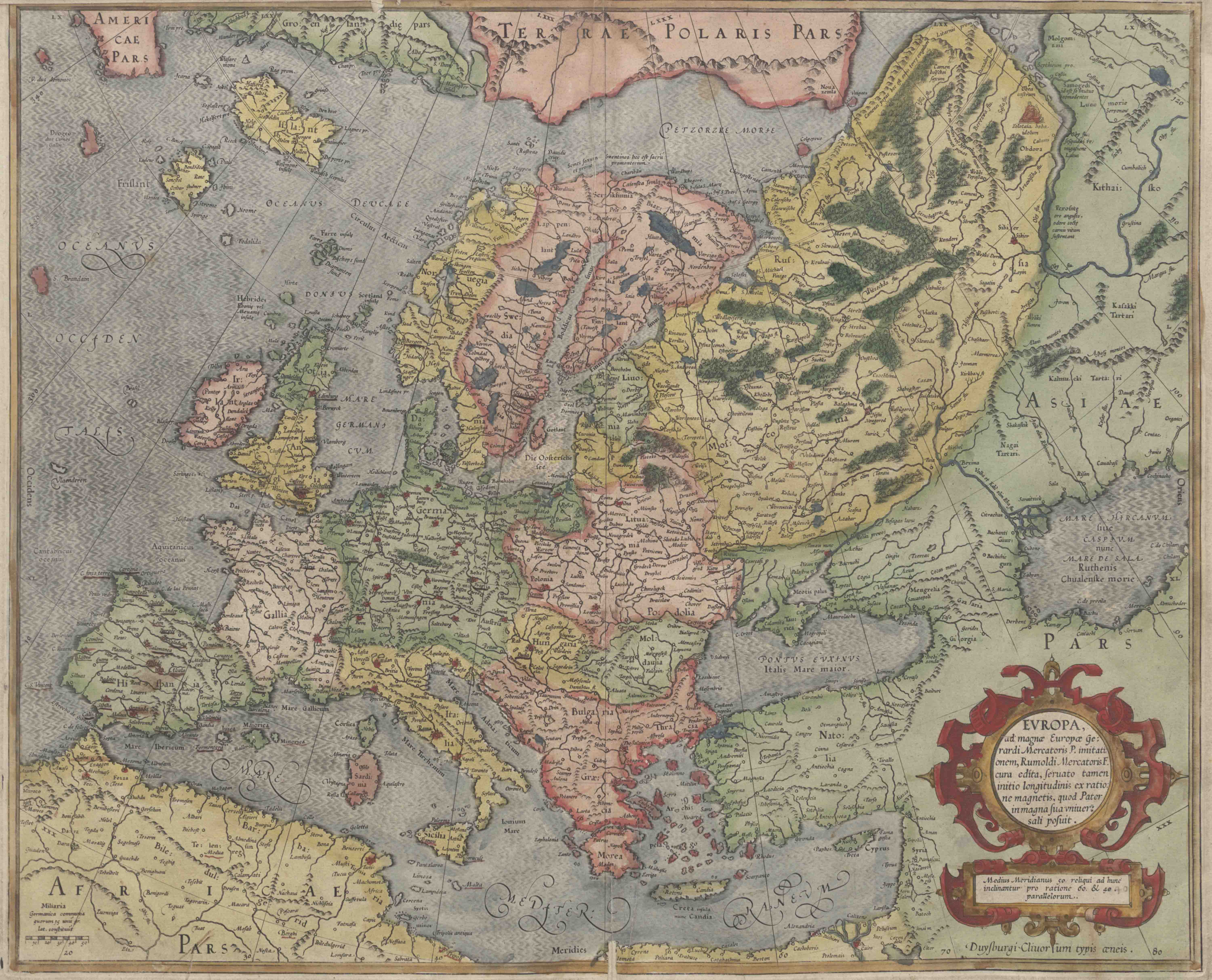
Carte d'Europe.
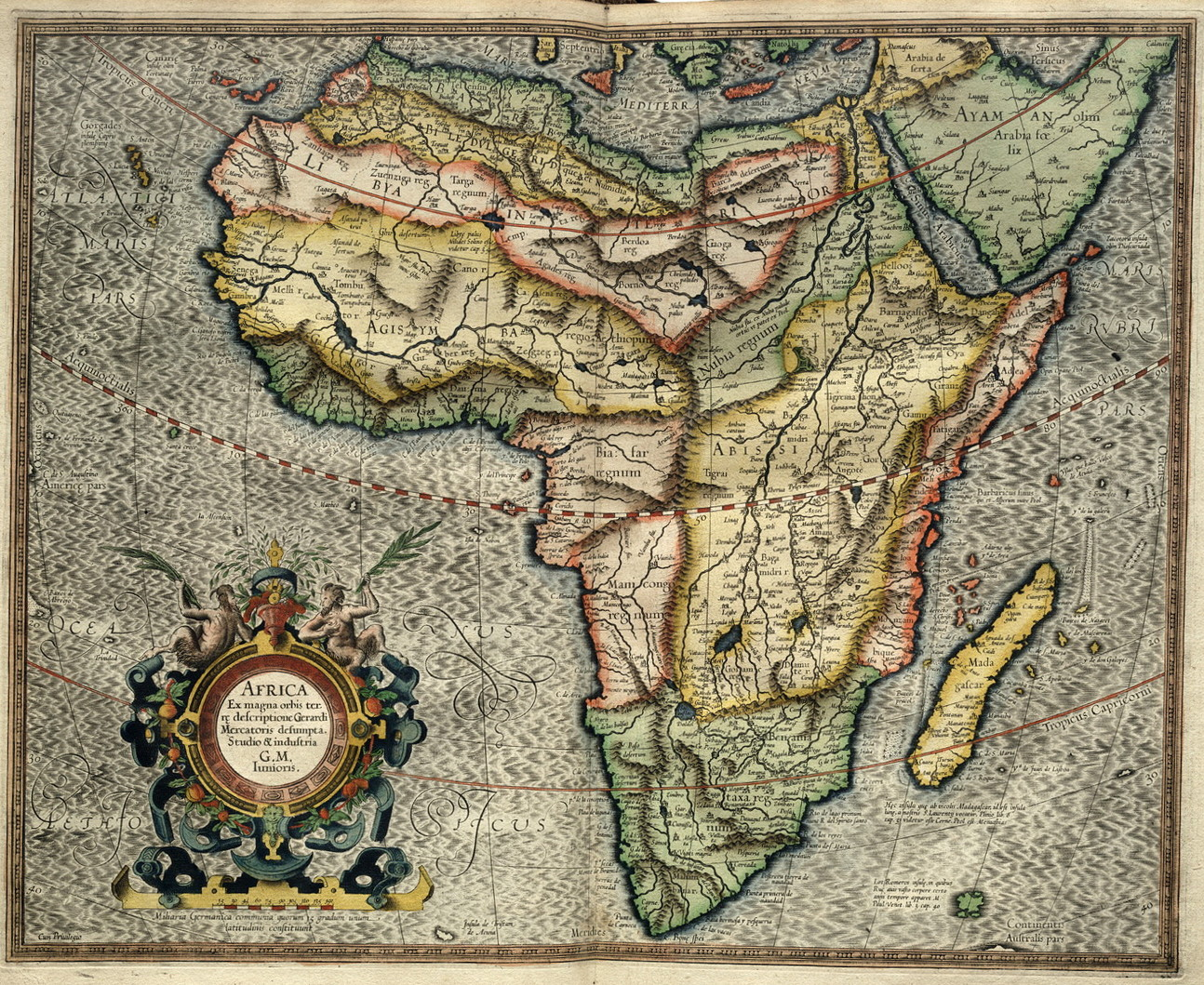
Carte d'Afrique.
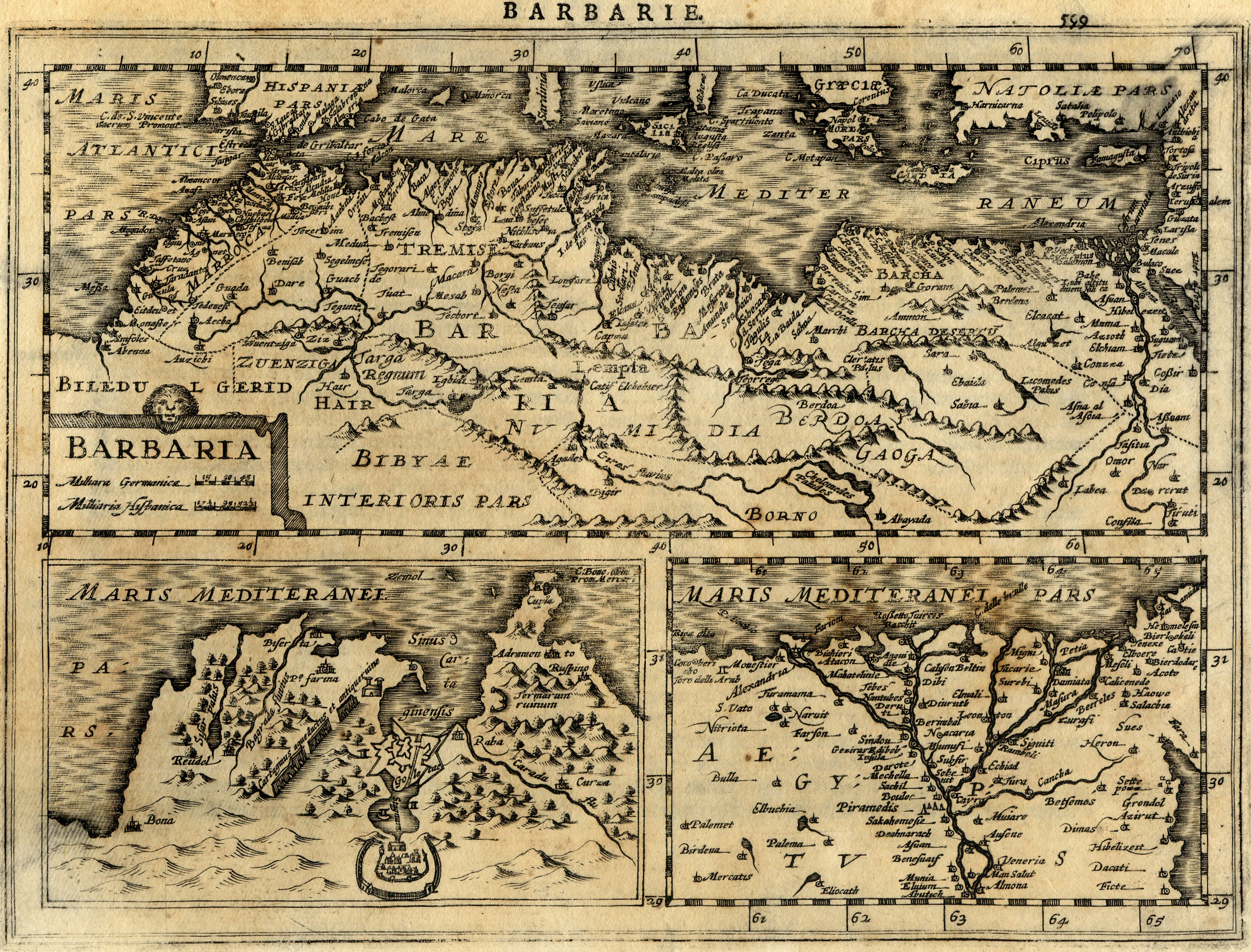
Carte de Barbarie (Afrique du Nord/Maghreb).
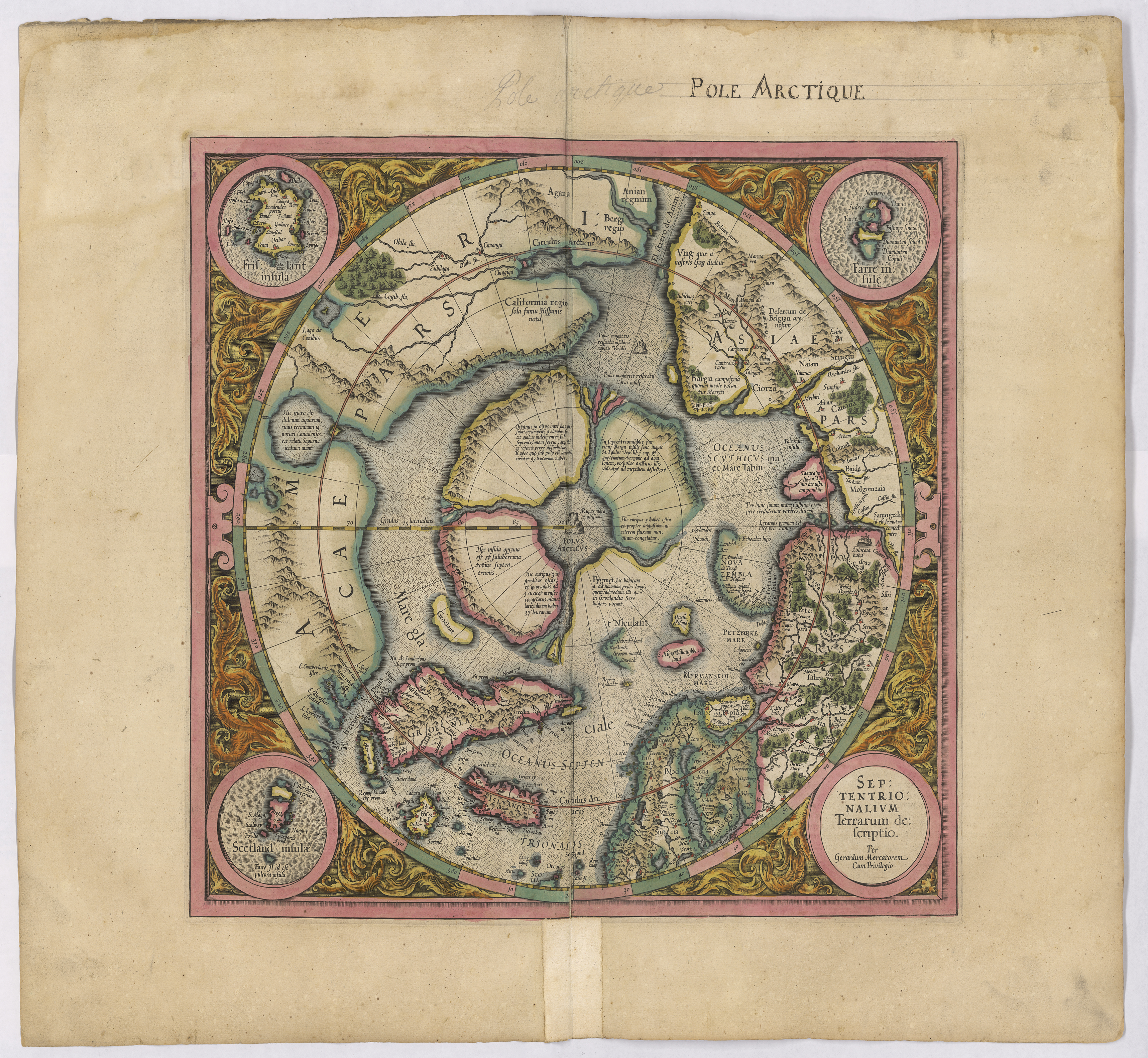
Carte du pôle Nord
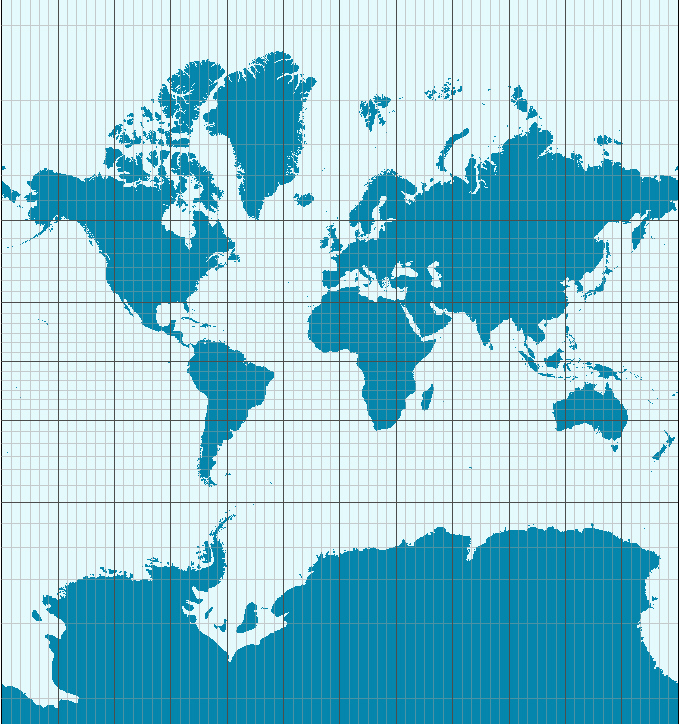
Projection de Mercator.

## Descendance
Gérard Mercator a eu six enfants, parmi lesquels un certain nombre travailleront dans l'entreprise familiale :
- Arnold Mercator (1537-1587), père de treize enfants dont certains exerceront aussi dans la cartographie : 
  - Johannes Mercator (vers 1562-1595) ;
  - Gérard II Mercator (1563-1627) ;
  - Michael Mercator (1567-1614) ;
- Emerentia Molanus, née Mercator (1538-1567) ;
- Dorothea Six, née Mercator (1539-1574 ou 1575) ;
- Bartholomeus Mercator (1540-1568) ;
- Rumold Mercator (1545-1599) ;
- Katharina Verhaer, née Mercator (1542-?).

## Publications
- Atlas sive cosmographicæ meditationes de Fabrica Mundi et Fabricati Figura Primum a Gerardo Mercatore inchoatæ deinde a Iudoco Hondio Piæ memoriæ ad finem perductæ, Iam vero multis in locis emendatæ et de novo in lucem editæ, connu sous l’appellation Atlas de Mercator :
  - Édition de Duisbourg, 1595, en ligne ;
  - Hendrik Hondius II, Amsterdam, 1630 ;
  - Johann Cloppenburg, Amsterdam, 1632.
- Literarum latinarum, quas italicas, cursoriasque vocant, scribendarum ratio, Louvain, 1540. Il s'agit d'un petit traité d'écriture italique, pour bien tracer les légendes inscrites sur les cartes.
Fac-similé de l'édition de 1540 : The Treatise of Gerard Mercator, Literarum Latinarum, quas Italicas, cursoriasque vocant, scribendarum ratio. Antwerp (1540), edited in facsimile with an introduction...and a note by Stanley Morison.. Antwerp : De Sikkel ; Paris, The Pegasus Press. 1930. 8°, 56 p.
Autre facsimilé de l'édition de 1540 : Nieuwkoop : HES & De Graaf, 1970.
  - Réédition à Anvers : Joannes Richard, 1549. 4°, 28 f. Cat. Destailleur no 888.
  - Autre réédition à Anvers, Jean Bellère, 1557.